# Urandiborid
Urandiborid ist eine chemische Verbindung aus Uran und Bor.

## Darstellung
Urandiborid kann durch Reaktion von Uran(III)-hydrid mit Bor bei 1300–1400 °C gewonnen werden.

## Eigenschaften
Urandiborid ist eine sehr stabile, feuerfeste und in Wasser unlösliche Verbindung. Es reagiert mit Sauerstoff schneller als reines Uran, aber langsamer mit Wasser und Stickstoff.

## Verwendung
Es werden Möglichkeiten untersucht, uranhaltige radioaktive Abfälle als Urandiborid zu binden, und somit eine langfristige sichere Lagerung zu ermöglichen. Weiterhin wird Urandiborid in der Strahlentherapie verwendet, wo es in Form von Mikrokügelchen direkt in die zu behandelnden Stellen im Körper implantiert wird, und dort für einen längeren Zeitraum verbleibt.